# Opvoeder
Een opvoeder of opvoedster zorgt voor de opvoeding van jonge mensen. Meestal zijn dit de ouders, maar soms wordt die taak overgenomen door een professionele opvoeder. Bijvoorbeeld in een internaat, een gezinsvervangend tehuis, een Medisch-Pedagogisch Instituut (MPI), een opvangcentrum voor gehandicapte of delinquente jongeren. 

## Opleiding
In Vlaanderen bestaan er opleidingen voor opvoeder op twee niveaus:
- secundair niveau: de TSO-studierichting "Jeugd- en gehandicaptenzorg en Se-n-se leefgroepenwerking".
- niveau hoger onderwijs: een graduaat in de Orthopedagogie
- niveau hoger onderwijs: een professionele Bachelor: Orthopedagogie

Voor al deze opleidingen bestaat er een tegenhanger in het onderwijs voor sociale promotie.
In Nederland
- Niveau Middelbaar beroepsonderwijs: Sociaal Pedagogisch Werk
- Bachelor-opleiding: Sociaal Pedagogische Hulpverlening, Pedagogiek, Pedagogische Wetenschappen
- Master-opleiding: Orthopedagogiek